# AK-100 (lodní dělo)
AK-100 je sovětský víceúčelový 100mm lodní kanón, který byl vyvinutý během studené války v 70. letech 20. st. jako výkonnější alternativa k dvojitému lodnímu kanónu AK-726.

## Konstrukce

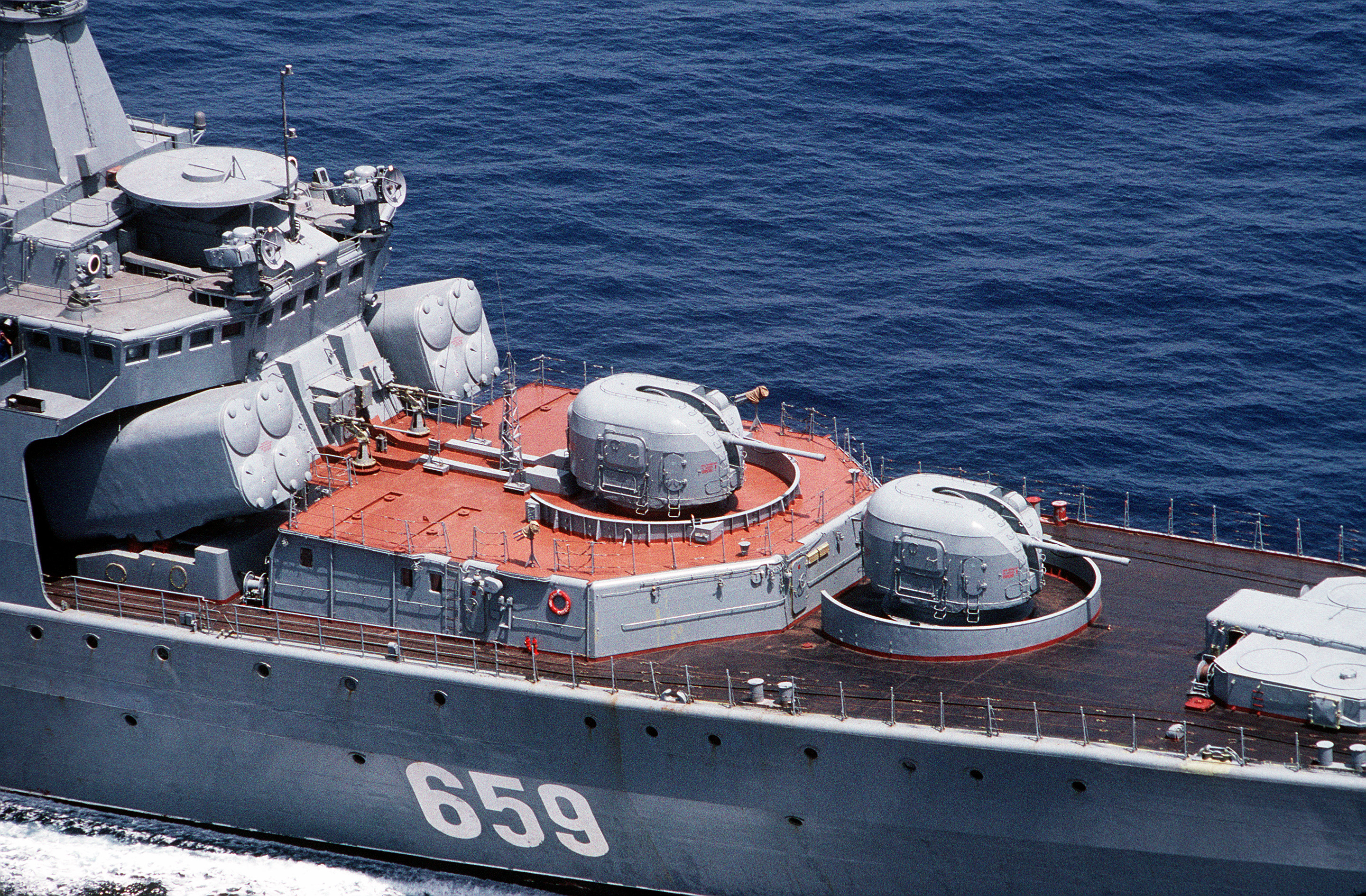
Dva lodní kanóny AK-100 na ruském torpédoborci Viceadmiral Kulakov

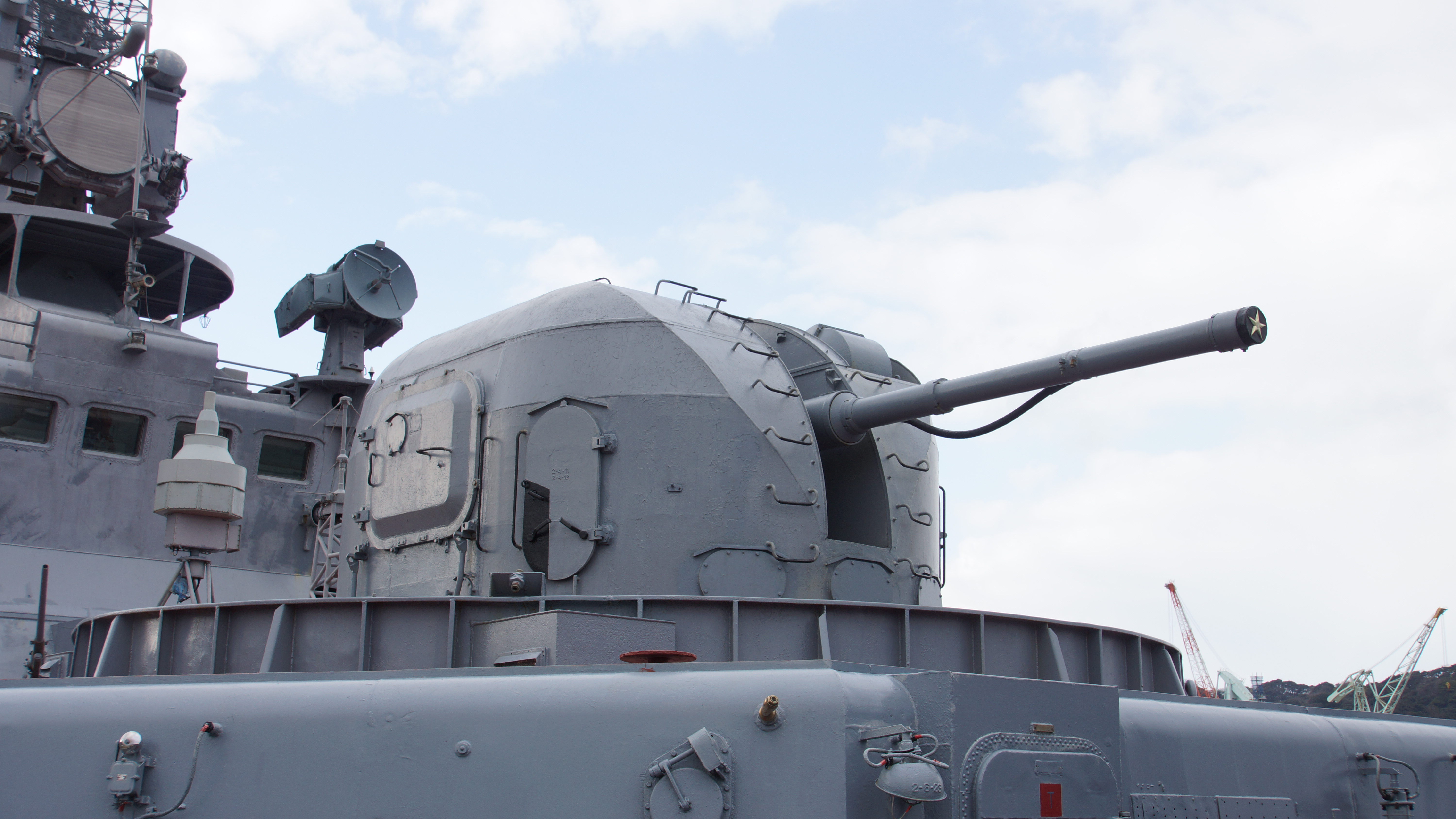
Lodní kanón AK-100 na ruském torpédoborci Admiral Tribuc

AK-100 je jednohlavňové dělo se 100mm kanónem A-214. Vysoké rychlosti střelby je dosaženo vodním chlazením kanónu A-214 a automatickým nabíjecím systémem. Velká ocelová věž pojme dva muniční bubny s celkem 174 náboji. AK-100 se používá ve spojení s radarem řízení palby MR-114 nebo MR-145. Kanón A-214 střílí speciálními 100mm náboji s maximální rychlostí střelby 50 až 60 ran za minutu. Pobřežní a námořní hladinové cíle lze zasahovat do vzdálenosti 21 km pomocí střel HE-Fragmentation. Vzdušné cíle jsou zasahovány střelou HE-Anti Aircraft. Maximální účinný dostřel je 10 km proti letadlům a 5 km proti přilétajícím protilodním střelám.

## A190
A190, známý také jako AK-190 nebo A-190, je modernizovaná lehčí verze kanónu AK-100 vyvinutá Ústředním vědeckým výzkumným ústavem Burevestnik, která byla poprvé uvedena do služby v roce 1997. Dodávky pro Námořnictvo Ruské federace, které nahradily kanón AK-176, začaly v roce 2012 a od roku 2020 bylo dodáno více než 30 kanónů s dostřelem přes 20 km.

### Technické specifikace A190
- Hmotnost: 15 t
- Náměr: -15 ° až +85 °
- Kadence: 80 ran/min
- Zásobník munice: 80 střel

## Uživatelé
- Rusko
- Indie
- Vietnam

## Technické specifikace
- Ráže: 100 mm
- Hmotnost: 35,5 t
- Hmotnost střely: 26,8 kg
- Délka: 5,4 m (bez hlavně)
- Šířka: 2,5 m
- Výška: 4,4 m
- Náměr: -10 ° až 85 ° (rychlost 30 °/s)
- Odměr: 360 ° (rychlost 35 °/s)
- Zpětný ráz: 0,51 m
- Úsťová rychlost: 880 m/s
- Kadence: 50-60 ran/min
- Zásobník munice: 348 nábojů u fregat o výtlaku 4 000 t